# Бързолет на Фордбс-Уотсън
Бързолетът на Фордбс-Уотсън (Apus berliozi) е вид птица от семейство Бързолетови (Apodidae).

## Разпространение
Видът гнезди в крайбрежните райони на Сомалия и южния Арабски полуостров и на остров Сокотра. В неразмножителния сезон се наблюдава чак на юг до крайбрежията на Мозамбик.